# Senninbari

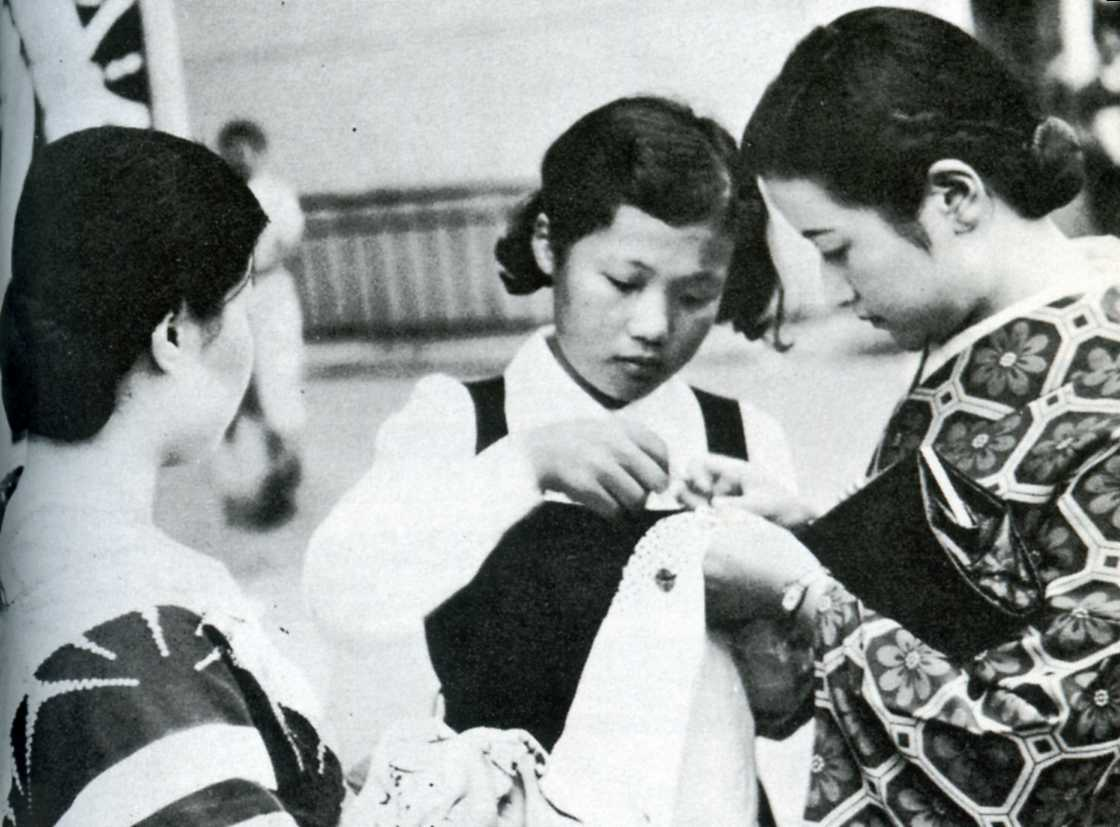
Japonaises cousant des senninbari pour les soldats en Chine, 1937.

Un senninbari-haramaki (千人針, « Points de mille personnes »), ou ceinture de mille points, est une bande de tissu japonaise mesurant environ 15 cm de haut et environ 1 m de long ou plus. Chaque extrémité de la ceinture peut être attachée avec des ficelles ou des boutons qui permettent de la fixer autour de la taille. Les exemplaires qui n'en ont pas sont souvent rentrés dans la taille du pantalon. D'autres n'ont jamais été portés, mais peuvent avoir été rangés pliés à l'intérieur de casques militaires, de poches ou de sacs. Le senninbari est décoré de 1 000 points de couture, chacun étant fait par une femme différente,. Les senninbari sont offerts par les femmes aux soldats partant se battre selon le dogme du shintoïsme d'État mis en place dans l'empire du Japon. Ils sont censés protéger des balles de fusil. 

## Fabrication et genres

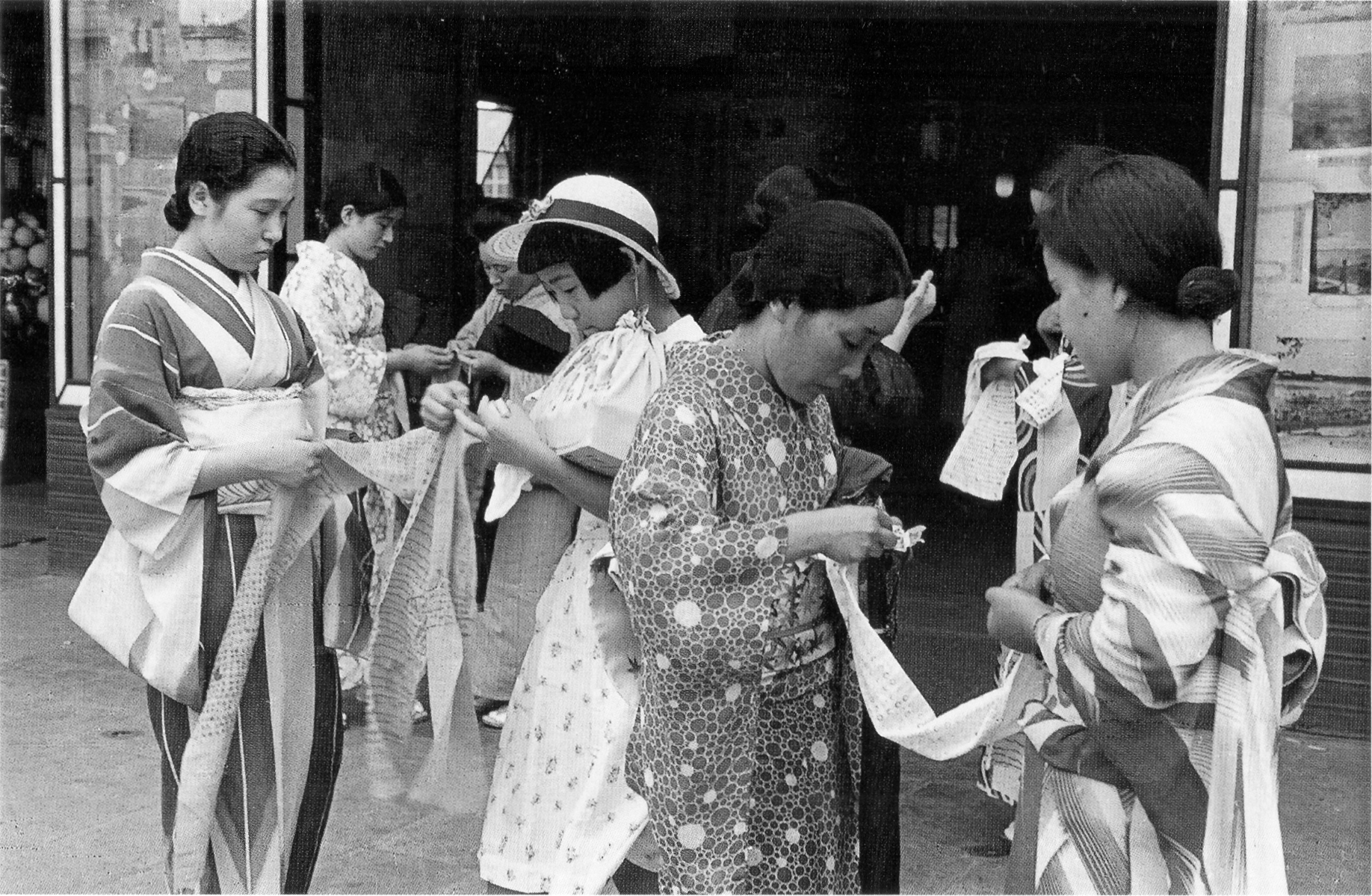
Senninbari à Ginza en 1937 (photographie de Ken Domon).

Le senninbari est principalement fait à partir de tissu blanc et de 1 000 points rouges ajoutés, ce qui est considéré comme un mélange de couleur portant bonheur. Des tissus jaunes, rouges et verts ont également été utilisés avec différentes association de couleurs (jaune doré, rouge, blanc, noir, vert, etc.). Les points sont généralement disposés en plusieurs rangées, mais peuvent aussi être placés pour former des drapeaux, des slogans patriotiques ou des tigres. Le slogan le plus courant est bu-un cho-kyu (« Puisse tes succès militaires être de longue durée »). L'image du tigre est très populaire sur le senninbari car l'animal est connu pour se déplacer loin de chez lui avant de revenir en toute sécurité.
Les senninbari ont diverses formes et ne sont pas toujours que des ceintures, ils peuvent par exemple être des hachimaki (bandeaux de têtes), des vestes ou des chapeaux. Certains rares senninbari prennent la forme de hinomaru d'encouragement. Mais les senninbari sont en général faits pour être portés autour de la taille. Ces exemplaires sont appelés senninbari-haramaki (un haramaki est traditionnellement porté au Japon pour aider à conserver une bonne santé).

## Histoire
La tradition des senninbari remonte à la première guerre sino-japonaise de 1894-1895. Dans leurs premières formes, ce sont de petits mouchoirs carrés composés de 1 000 points appliquées afin de conférer une meilleure résistance au tissu. Cet objet est considéré comme un porte-bonheur qui attire la chance ou la force au soldat qui le porte sur lui. En général, les senninbari sont considérés comme apportant du courage, de la chance, voire l'immunité aux blessures (en particulier aux balles) à leurs porteurs. Certains soldats japonais rejettent cependant cette idée de protection mais estiment que cet élément de chance peut tout simplement leur permettre d'infliger plus de dégâts à l'ennemi avant de sacrifier leur vie dans la bataille. D'autres soldats portent le senninbari pour honorer les femmes de leur pays.

## Fabricantes
Un senninbari doit être fabriqué par les femmes de l'entourage d'un homme, sa mère, sa sœur, ou sa femme s'il est marié, qui se rendent au temple local, ou à la gare, ou au grand magasin et demandent à chaque femme qui passe de coudre un point. Durant la Seconde Guerre mondiale, afin de répondre à la demande croissante de senninbari, les organisations patriotiques des femmes se réunissent pour en produire à la chaîne. Ceux-ci sont placés dans un imonbukuro (en) (« sac de confort ») et envoyés aux soldats à l'étranger. Selon la tradition, toute femme née l'année du tigre peut coudre au moins douze points ou un nombre équivalent à son âge. Certaines ceintures sont bordées par les cheveux de femmes afin de fournir une protection supplémentaire. La pratique de placer des cheveux dans les sacs ou les poches en guise de porte-bonheur date du folklore ancien de l'île d'Okinawa. En outre, des pièces de monnaie peuvent également être cousues dans la ceinture pour augmenter la chance.

## Dans la culture populaire
- Des senninbari apparaissent dans le film Lettres d'Iwo Jima de Clint Eastwood de 2006.
- Aujourd'hui, les senninbari sont considérés comme un symbole du nationalisme japonais.
- Dans le manga One Piece, le sabreur Roronoa Zoro porte un senninbari.
- Dans le roman Les Dames de Kimoto de Sawako Ariyoshi, Hana est présidente de l'Association des femmes patriotes et confectionne avec sa fille Fumio des ceintures des mille points.